# Ђере де Каприоли
Ђере де Каприоли (итал. Gerre de' Caprioli) је насеље у Италији у округу Кремона, региону Ломбардија.
Према процени из 2011. у насељу је живело 44 становника. Насеље се налази на надморској висини од 38 м.

## Становништво
| 1936. | 1951. | 1961. | 1971. | 1981. | 1991. | 2001. | 2011. |
| ----- | ----- | ----- | ----- | ----- | ----- | ----- | ----- |
| 777   | 795   | 713   | 546   | 656   | 912   | 895   | 1.283 |